# Вісник Союзу визволення України
«Вісник Союзу визволення України» (с укр. — «Вестник Союза освобождения Украины») — печатный орган «Союза освобождения Украины» (СВУ), политической организации украинских эмигрантов (в основном бежавших из России, спасавшихся от преследования царских властей за деятельность в ходе Первой русской революции 1905—1907 гг.), созданной во время Первой мировой войны при содействии министерства иностранных дел Австро-Венгрии.
Выходил с 5 октября 1914 года до 13 июня 1918 года в Вене. Всего было напечатано 226 номеров. Тираж — 5 тысяч экземпляров. С 1918 года публиковался под названием «Вестник политики, литературы и жизни» («Вісник політики, літератури й життя»).
Печатал материалы о деятельности СВУ, статьи известных общественно-политических деятелей по проблемам украинского национального движения, политики России и стран Западной Европы по отношению к Украине, в частности, в годы Первой мировой войны.
Последовательно выступал за государственную независимость и соборность Украины.
Наиболее активными корреспондентами «Вестника» были Лев и Николай Ганкевичи, И. Крипякевич, Е. Левицкий, Б. Лепкий, М. Меленевский, И. Назарук, В. Пачевский и другие.

## Главные редакторы
- Дорошенко, Владимир Викторович
- Жук, Андрей Ильич
- Возняк, Михаил Степанович